# Station Mechelen-Nekkerspoel

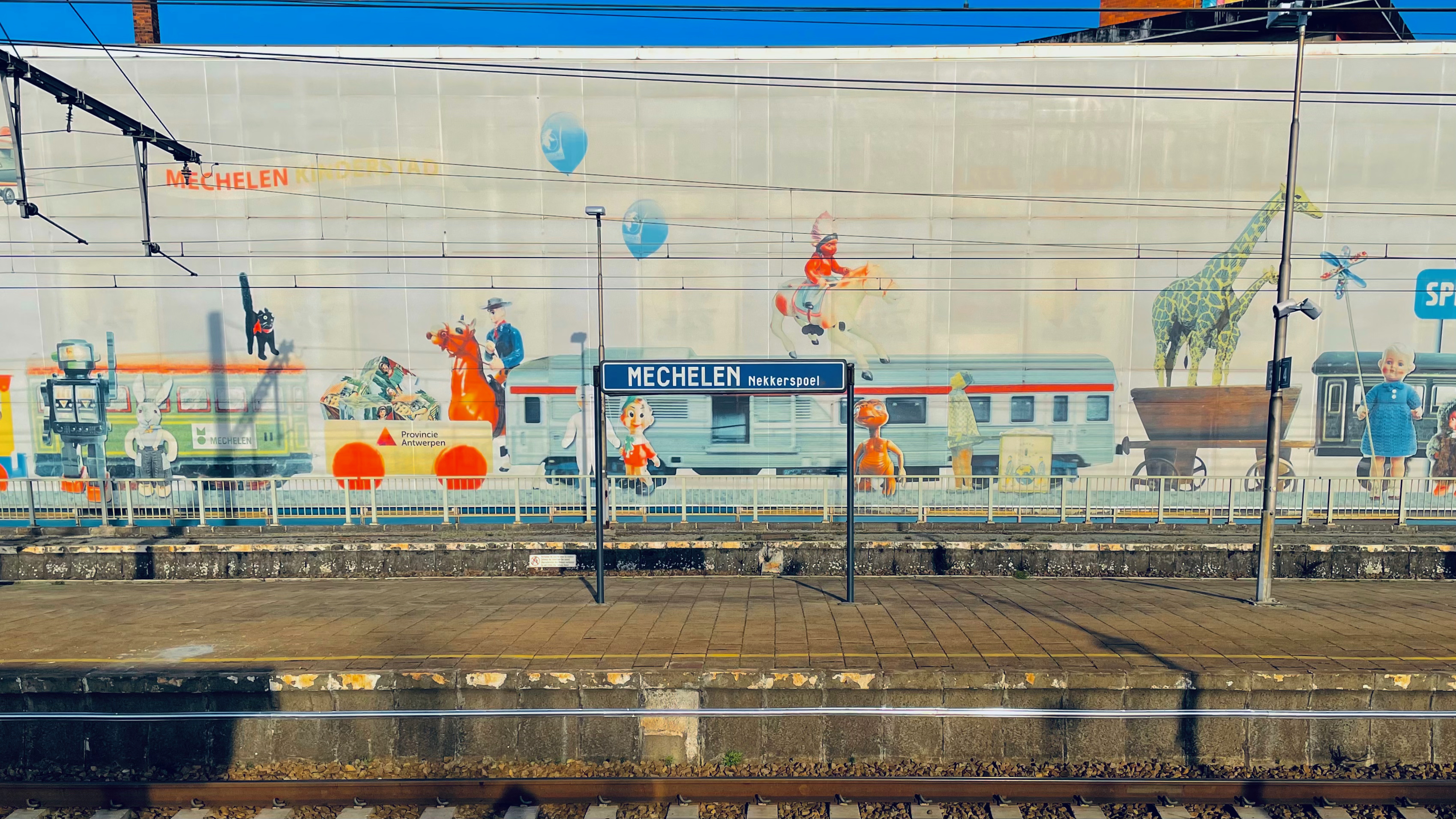
Naambord op een perron

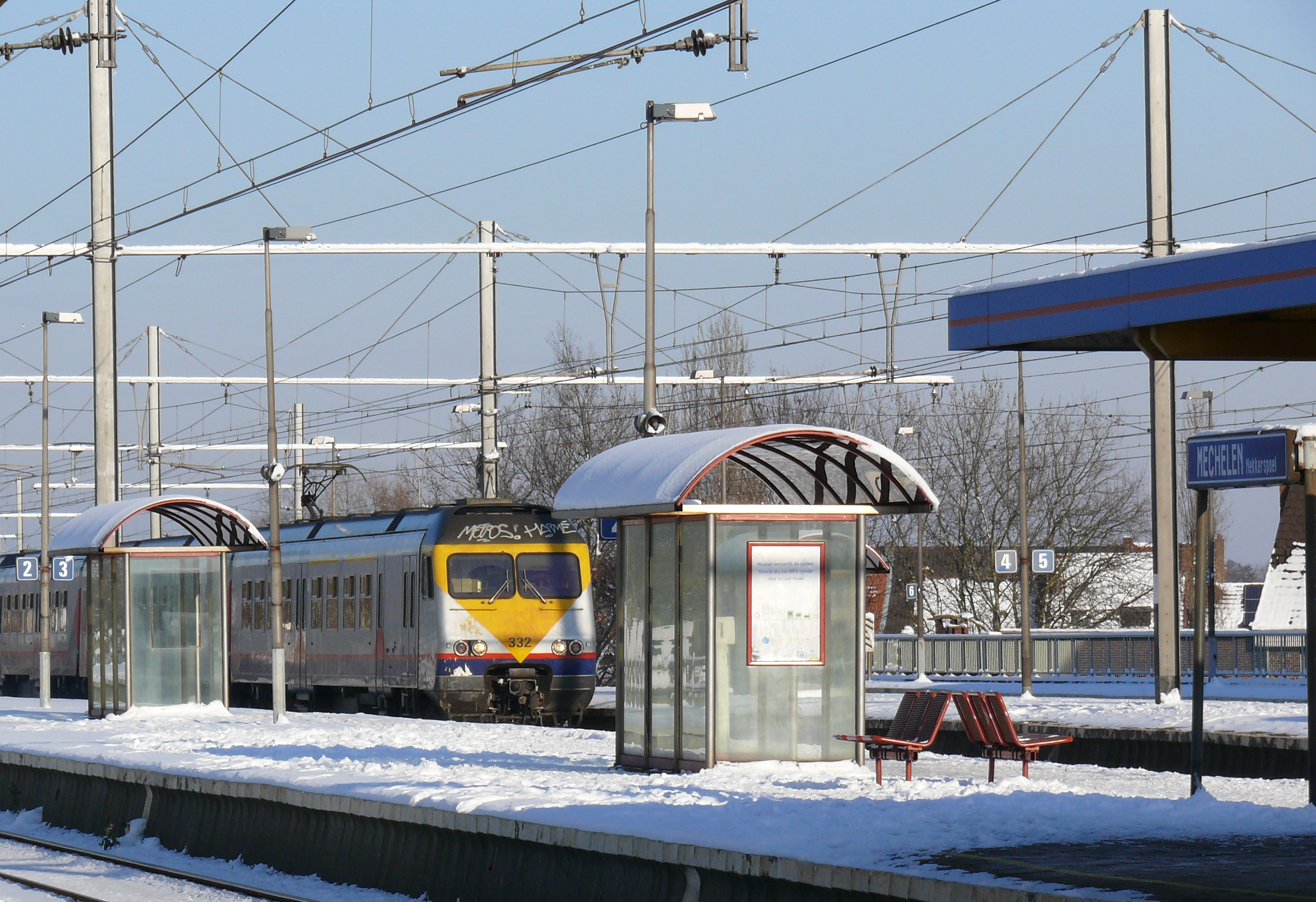
Station Mechelen-Nekkerspoel met MS80 332

Station Mechelen-Nekkerspoel is een treinstation gelegen te Mechelen, langs de spoorlijnen 25 en 27 (Brussel - Antwerpen), nabij de aftakking naar lijn 27B.

## Geschiedenis
In 1879 opende in de wijk Nekkerspoel een station voor veetransport en in 1887 kwam er een goederenstation naast. In 1903 werd het station bij de aanleg van de Afleidingsdijle voor reizigers toegankelijk, maar het bijhorende gebouw in Vlaamse Renaissancestijl was slechts in 1912 voltooid.
Dit laatste werd anno 1993 beschermd als monument, na een campagne van onder meer de Mechelse erfgoedvereniging RIM (Restauratie Integratie Mechelen). Enkele jaren later, in 1997, verkocht de spoorwegmaatschappij het bouwwerk aan een antiekhandelaar voor een bedrag van € 262.500. Nadien kwam het in handen van een vertaal- en mediabureau, dat op de gevel een affiche aanbracht met als opschrift Ceci n'est pas une gare...: een verwijzing naar  Ceci n'est pas une pipe van René Magritte. De stationsdiensten zelf werden gehuisvest in een container.
In 2009 werd de monumentale constructie wederom aangekocht door de spoorwegonderneming NMBS-Holding, en dit voor een veelvoud van het bedrag dat 12 jaar voordien bij de verkoop ontvangen werd.
In de toekomst zal het gebouw zijn oorspronkelijke functie terugkrijgen. De stad Mechelen en de NMBS hebben -benevens de heraanleg van de entourage van het naburige station Mechelen (dit is het centrale spoorwegknooppunt aldaar)- ook een opwaardering van de buurt Nekkerspoel gepland. In dit project werd het aangrenzende Lakenmakersplein reeds in 2009 heraangelegd.
In 2012 werden renovatiewerken aangekondigd, maar deze werden verdaagd naar eind 2014 omdat de werken aan Mechelen-Centraal (station Mechelen) voorrang kregen.
Op 14 maart 2016 startte de NMBS met de restauratie van het monumentale reizigersgebouw Mechelen-Nekkerspoel. Met dit project is een bedrag van € 2,6 miljoen gemoeid. De wachtzaal zal opnieuw dienstdoen, de historische trap zal in zijn origineel uitzicht hersteld worden en ook komen er een buffet evenals sanitair. In de loop van 2021 sloten de loketten hier hun deuren en is het station een stopplaats worden. Sinds februari 2022 is er een kinderboekhandel gevestigd in het stationsgebouw.
Begin 2022 startte de NMBS met de heraanleg van het stationsplein (Ontvoeringsplein). Het plein wordt autovrij en de fietsenstallingen worden uitgebreid.

## Treindienst
Mechelen-Nekkerspoel is een IC-station, maar niet alle IC's stoppen in dit station. Van de zes reguliere IC-verbindingen tussen Mechelen en Antwerpen, stoppen er slechts twee in Nekkerspoel.
| Serie | Treinsoort             | Route                                                                                              | Bijzonderheden |
| ----- | ---------------------- | -------------------------------------------------------------------------------------------------- | --- |
| IC 22 | Intercity (NMBS)       | Brussel-Zuid – Mechelen – Mechelen-Nekkerspoel – Antwerpen-Centraal                                | |
| IC 31 | Intercity (NMBS)       | [ Charleroi-Centraal – ] Brussel-Zuid – Mechelen – Mechelen-Nekkerspoel – Antwerpen-Centraal       | In het weekend vanaf Charleroi-Centraal. |
| S 1   | S-trein Brussel (NMBS) | Charleroi-Centraal – /Nijvel – Brussel-Zuid – Mechelen – Mechelen-Nekkerspoel – Antwerpen-Centraal | Op zondag een deel Brussel-Noord - Nijvel en een deel Brussel-Zuid - Antwerpen-Centraal. Tijdens de week eerste en laatste ritten van/naar Charleroi-Centraal. |

## Galerij

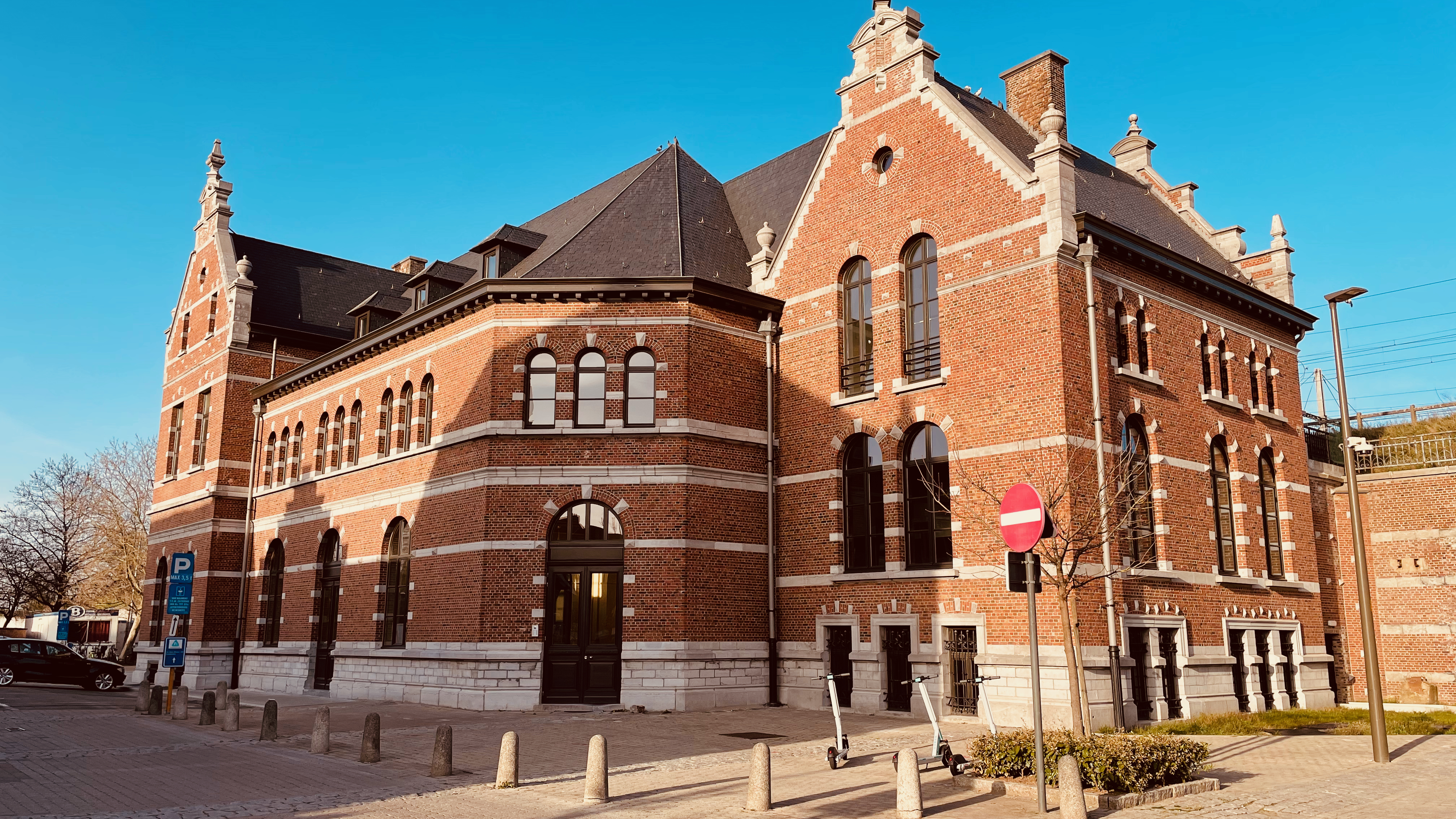
Stationsgebouw
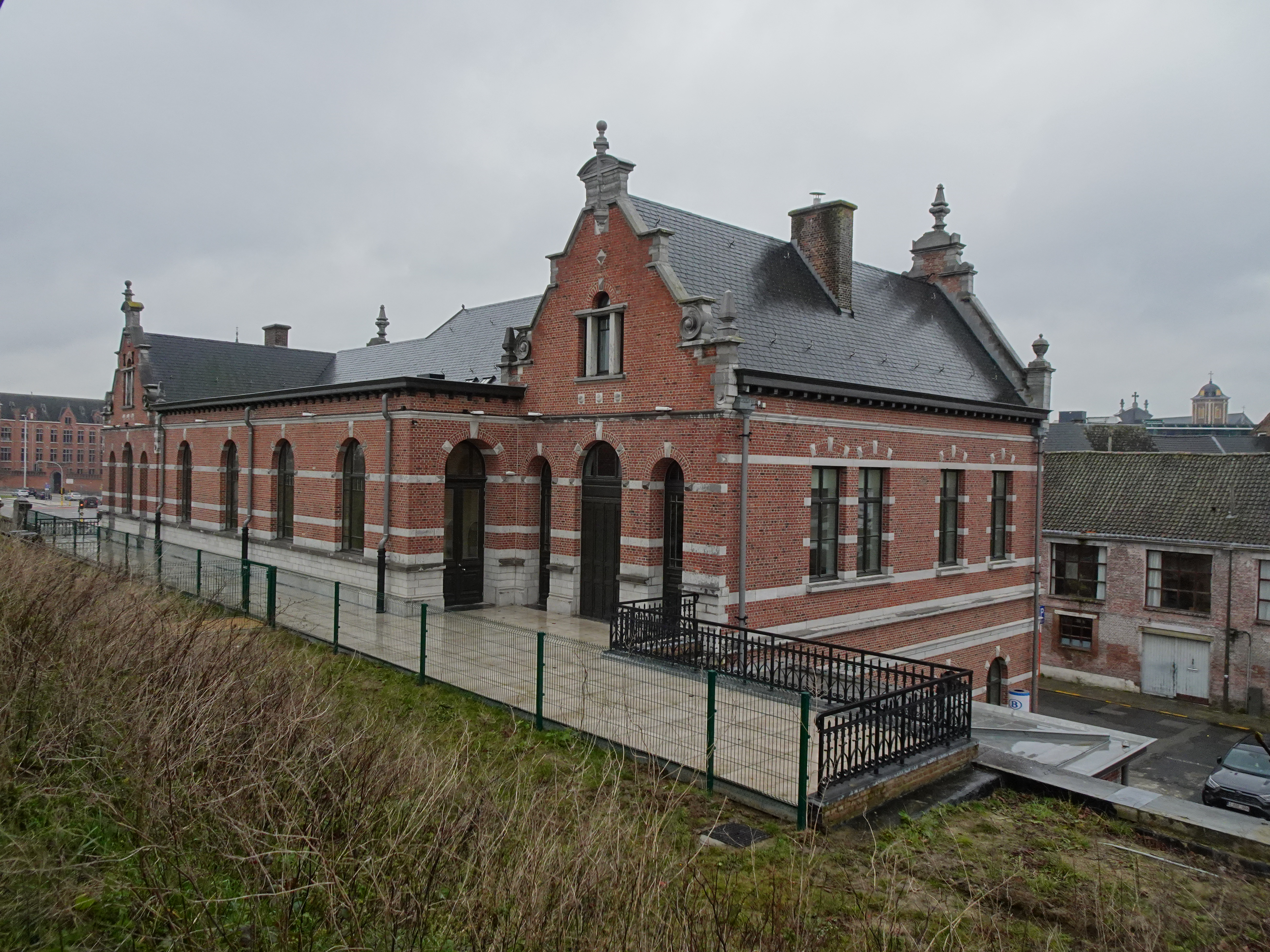
Achterkant
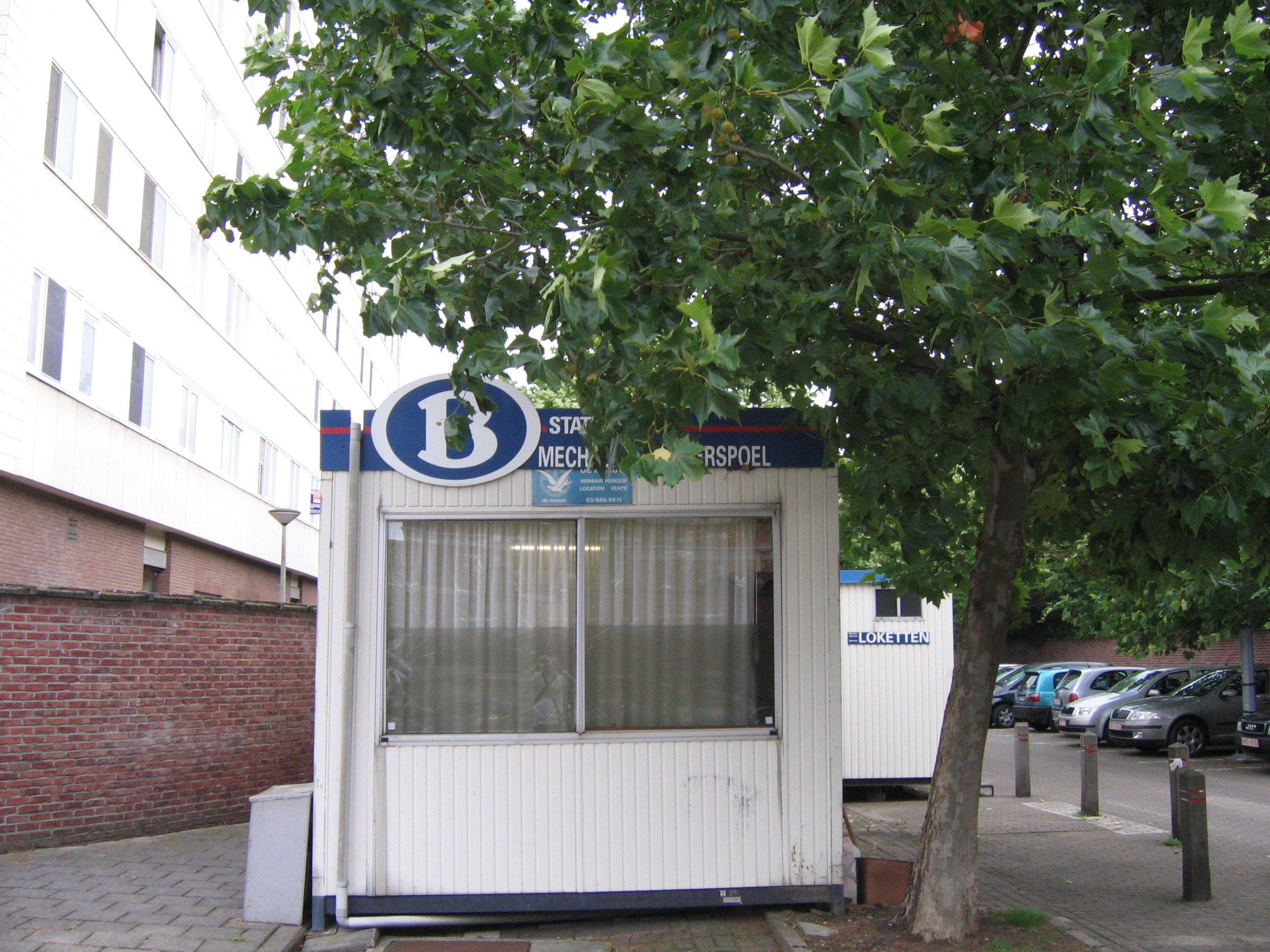
Loketcontainer

## Reizigerstellingen
De grafiek en tabel geven het gemiddeld aantal instappende reizigers weer op een week-, zater- en zondag.
| Tabel: aantal instappende reizigers station Mechelen-Nekkerspoel | Tabel: aantal instappende reizigers station Mechelen-Nekkerspoel | Tabel: aantal instappende reizigers station Mechelen-Nekkerspoel | Tabel: aantal instappende reizigers station Mechelen-Nekkerspoel |
|                                                                  | Weekdag                                                          | Zaterdag                                                         | Zondag                                                           |
| ---------------------------------------------------------------- | ---------------------------------------------------------------- | ---------------------------------------------------------------- | ---------------------------------------------------------------- |
| 1977                                                             | 2 366                                                            | 417                                                              | 305                                                              |
| 1978                                                             | 2 450                                                            | 444                                                              | 312                                                              |
| 1979                                                             | 2 362                                                            | 393                                                              | 280                                                              |
| 1980                                                             | 2 411                                                            | 383                                                              | 285                                                              |
| 1981                                                             | 2 526                                                            | 387                                                              | 255                                                              |
| 1982                                                             | 1 940                                                            | 325                                                              | 274                                                              |
| 1983                                                             | 2 284                                                            | 370                                                              | 272                                                              |
| 1984                                                             | 1 768                                                            | 315                                                              | 192                                                              |
| 1985                                                             | 1 845                                                            | 284                                                              | 214                                                              |
| 1986                                                             | 1 826                                                            | 238                                                              | 194                                                              |
| 1987                                                             | 1 735                                                            | 226                                                              | 243                                                              |
| 1988                                                             | 2 080                                                            | 311                                                              | 293                                                              |
| 1989                                                             | 1 933                                                            | 368                                                              | 250                                                              |
| 1990                                                             | 2 846                                                            | 352                                                              | 269                                                              |
| 1991                                                             | 2 294                                                            | 361                                                              | 401                                                              |
| 1992                                                             | 1 978                                                            | 277                                                              | 297                                                              |
| 1993                                                             | 2 246                                                            | 305                                                              | 240                                                              |
| 1994                                                             | 1 844                                                            | 264                                                              | 289                                                              |
| 1995                                                             | 2 257                                                            | 295                                                              | 245                                                              |
| 1996                                                             | 2 428                                                            | 283                                                              | 286                                                              |
| 1997                                                             | 1 971                                                            | 379                                                              | 311                                                              |
| 1998                                                             | 1 731                                                            | 362                                                              | 226                                                              |
| 1999                                                             | 1 422                                                            | 339                                                              | 208                                                              |
| 2000                                                             | 1 514                                                            | 380                                                              | 335                                                              |
| 2001                                                             | 1 535                                                            | 390                                                              | 284                                                              |
| 2002                                                             | 1 463                                                            | 456                                                              | 236                                                              |
| 2003                                                             | 1 418                                                            | 358                                                              | 250                                                              |
| 2004                                                             | 1 532                                                            | 402                                                              | 318                                                              |
| 2005                                                             | 1 604                                                            | 390                                                              | 326                                                              |
| 2006                                                             | 1 521                                                            | 720                                                              | 344                                                              |
| 2007                                                             | 1 768                                                            | 461                                                              | 542                                                              |
| 2008                                                             | -                                                                | -                                                                | -                                                                |
| 2009                                                             | 2 372                                                            | 388                                                              | 222                                                              |
| 2010                                                             | -                                                                | -                                                                | -                                                                |
| 2011                                                             | -                                                                | -                                                                | -                                                                |
| 2012                                                             | 1 771                                                            | 436                                                              | 297                                                              |
| 2013                                                             | 1 635                                                            | 427                                                              | 307                                                              |
| 2014                                                             | 1 770                                                            | 432                                                              | 524                                                              |
| 2015                                                             | 1 917                                                            | 838                                                              | 461                                                              |
| 2016                                                             | 1 758                                                            | 788                                                              | 661                                                              |
| 2017                                                             | 1 836                                                            | 742                                                              | 544                                                              |
| 2018                                                             | 1 991                                                            | 1 150                                                            | 820                                                              |
| 2019                                                             | 2 180                                                            | 1 117                                                            | 855                                                              |
| 2020                                                             | 1 378                                                            | 849                                                              | 657                                                              |
| 2021                                                             | -                                                                | -                                                                | -                                                                |
| 2022                                                             | 1 707                                                            | 1549                                                             | 1170                                                             |
| 2023                                                             | 2 105                                                            | 1 489                                                            | 1 288                                                            |
| 2024                                                             | 1 981                                                            | 1 388                                                            | 1 350                                                            |

Heike ·
Hombeek ·
Mechelen ·
Mechelen-Brusselsesteenweg ·
Mechelen-Kanaal ·
Mechelen-Nekkerspoel ·
Muizen ·
Muizen Goederen
0,0: Brussel-Groendreef ·
0,0: Brussel-Noord ·
2,4: Schaarbeek ·
7,3: Buda ·
9,4: Vilvoorde ·
13,6: Eppegem ·
15,9: Weerde ·
19,5: Mechelen-Kanaal ·
20,4: Mechelen ·
22,0: Mechelen-Nekkerspoel ·
26,5: Sint-Katelijne-Waver ·
28,9: Duffel ·
33,8: Kontich-Lint ·
36,2: Hove ·
38,1: Mortsel-Oude-God ·
39,7: Mortsel-Deurnesteenweg ·
39,7: Mortsel ·
41,8: Antwerpen-Berchem ·
43,8: Antwerpen-Centraal ·
47,6: Antwerpen-Luchtbal
0,0: Brussel-Noord ·
2,4: Schaarbeek ·
7,2: Machelen ·
9,4: Vilvoorde ·
13,6: Eppegem ·
15,9: Weerde ·
19,5: Mechelen-Kanaal ·
20,4: Mechelen ·
22,0: Mechelen-Nekkerspoel ·
26,5: Sint-Katelijne-Waver ·
28,9: Duffel ·
33,8: Kontich-Lint ·
36,2: Hove ·
38,2: Mortsel-Liersesteenweg ·
39,8: Mortsel ·
41,8: Antwerpen-Berchem ·
43,8: Antwerpen-Centraal
1,9: Hofstade ·
5,3: Muizen ·
8,3: Mechelen-Nekkerspoel